# Oenothera curtissii
Oenothera curtissii är en dunörtsväxtart som beskrevs av John Kunkel Small. Oenothera curtissii ingår i släktet nattljussläktet, och familjen dunörtsväxter. Inga underarter finns listade i Catalogue of Life.